# St. Stephan (Hollerstetten)

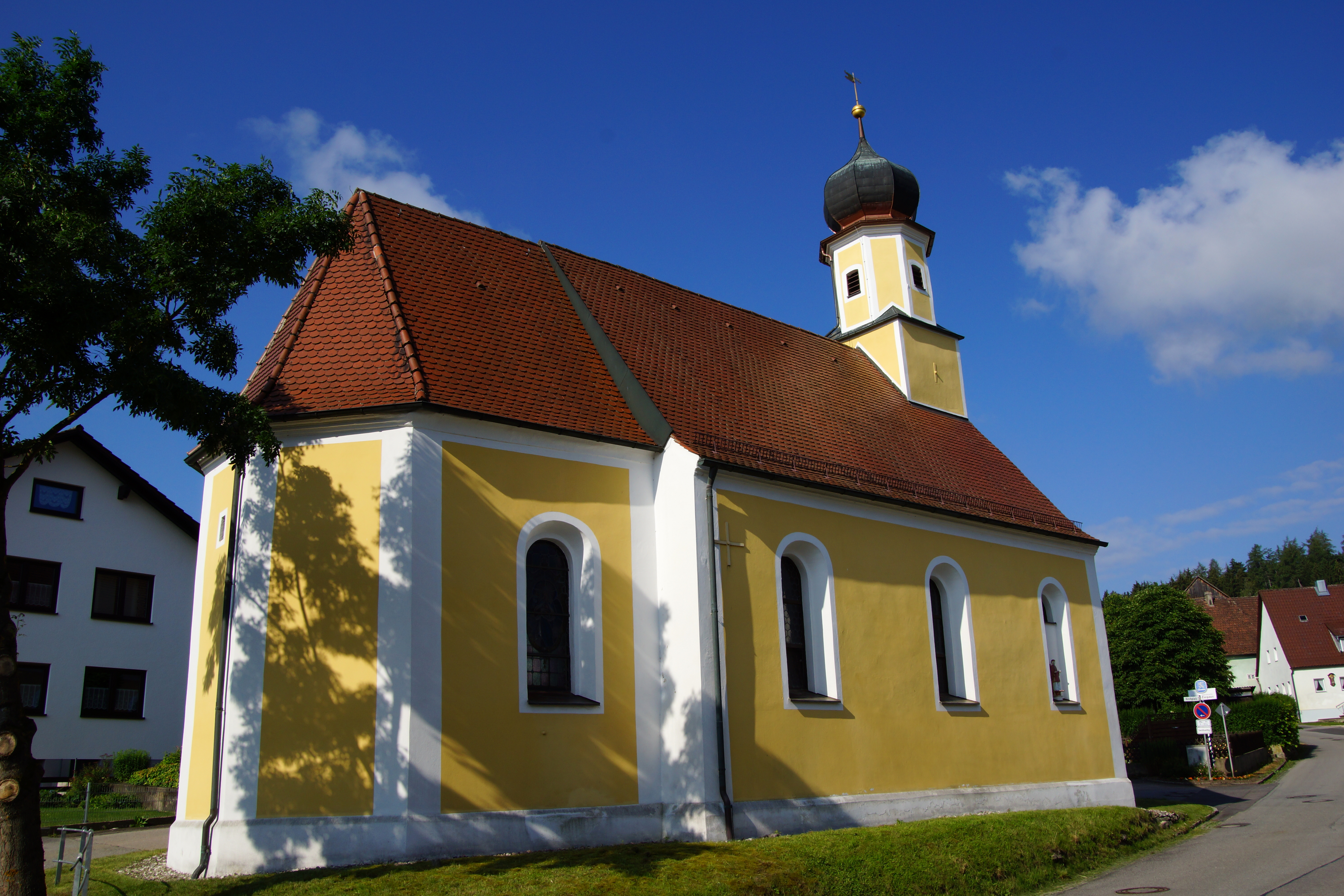
St. Stephan (Hollerstetten)

Die römisch-katholische, denkmalgeschützte Filialkirche St. Stephan steht in Hollerstetten, einem Gemeindeteil der Stadt Velburg im Landkreis Neumarkt in der Oberpfalz. Sie ist dem Bistum Eichstätt zugeordnet. Das Bauwerk ist unter der Denkmalnummer D-3-73-167-68 als Baudenkmal in die Bayerische Denkmalliste eingetragen.

## Beschreibung
Die Saalkirche wurde um 1750 erbaut. Sie besteht aus einem Langhaus und einem eingezogenen, dreiseitig geschlossenen Chor im Osten. Aus dem Satteldach des Langhauses erhebt sich über dem Giebel im Westen ein quadratischer Dachreiter, dessen achteckiges Obergeschoss den Glockenstuhl beherbergt, und der mit einer Zwiebelhaube bedeckt ist.
Die Innenräume des Chors und des Langhauses sind mit Stichkappengewölben überspannt, beim Chor ruhen sie auf wandständigen Pfeilern, beim Langhaus auf Pilastern. Zur Kirchenausstattung gehört ein Hochaltar aus der Mitte des 18. Jahrhunderts, der von Statuen des heiligen Wolfgang und des heiligen Leonhard flankiert wird, und dessen Altarretabel den heiligen Stephanus zeigt. Im Altarauszug ist Gott der Vater zu sehen.